# Mandy Hering
Mandy Hering (ur. 11 marca 1984 roku w Guben), niemiecka piłkarka ręczna, reprezentantka kraju. Gra na pozycji lewoskrzydłowej. W kadrze narodowej zadebiutowała w 2002 roku. Obecnie występuje w Bundeslidze, w drużynie Frankfurter Handball Club.

## Kariera
- 1993-1998  HV Guben
- 1998-  Frankfurter Handball Club

## Sukcesy

### Mistrzostwa Niemiec
- (2004)

## Puchar Niemiec
- (2003)

## Mistrzostwa Świata
- (2007)